# Hérakleitosz Grammatikosz
Hérakleitosz Grammatikosz (műk. i. sz. 1. században) görög filozófus, kommentátor. Számos korai kézirat latinosan Heraclides Ponticus néven is említi.

## Műve
Életéről csupán annyit tudunk, hogy írt egy könyvet  „Homérika problémata” (Homéroszi problémák) címmel. A mű teljes görög címe Homérika problémata eisz ha peri theón Homérosz éllégorészen, legalábbis ezen a címen szerepel a legrégebbi, 13. századi kéziratban. Művének célkitűzése a  homéroszi költemények védelme azoktól a támadásoktól, amelyek istentelennek és ezért károsnak tartják. Homérosz védelmét az őt támadók felülbírálatával igyekezett elérni, s különösképpen Platón és Epikurosz ellen hozott fel vádakat. Vádpontjai a bírálok erkölcstelenségére igyekeztek rámutatni, ugyanis Hérakleitosz azt állította, hogy bár elitelőleg nyilatkoznak Homéroszról, tanításaik számos elemét éppen az ő költeményeiből merítik. Végül addig megy el, hogy az egész görög filozófiáról kimutassa, hogy jelentősebb tanításait Homérosz költeményeiből merítette. A műben, Homéroszi eredetűnek aposztrofált filozófusok a következők: püthagoreusok, Thalész, Anaxagorasz, Empedoklész, Platón, Epikurosz.
Könyvének  első nyomtatott kiadása 1505-ben jelent meg Velencében.

## A mű felépítése
A bevezető Arkhilokhosz, Alkaiosz és Anakreón idézeteken keresztül az allegória fogalmát magyarázza. Ezt követően az sztoikus módszerrel az Iliaszban és az Odüsszeiában olvasható istenekről szóló történeteket értelmezi újra. Ezt követően kifejti, és a preszókratikus gondolkodók tanításain keresztül bemutatja, hogy mért gondolja azt, hogy Homérosz a természetfilozófia megalapozója. A művet a Platónnal és az Epikurosszal folytatott polémia konklúziói zárják. Szó szerint idéz Platón Timaiosz (90a) és Phaidrosz (253 d-e) dialógusaiból, majd ezekről igyekszik bizonyítani, hogy egytől egyig Homérosz eposzaiból származnak.

## Művének kiadásai
- Allegoriae in Homeri fabulas de diis  (Kr. u.1 évszázad)
- Allegoriae  homericae ed. Aldina. Velence, 1505.
- Allegoriae  homericae, ed. C. Gesner. Bázel, 1544
- Allegoriae  homericae, ed. Mazière. Genf, 1568
- Allegoriae  homericae  In Heraclitus, Opuscula mythologica physica  et ethica ed. T.Gale. Amszterdam, 1688.
- Allegoriae  homericae   ed. N. Schow.  Göttingen, 1782.
- Heracliti  allegoriae homericae  ed. E. Mehler.  Leiden, 1851.
- Heracliti  Quaestiones homericae  ed. F. Oehlmann.   Leipzig, 1910.
- Héraclite:  Allégories d'Homčre ed. F. Buffičre.  Parizs,  1962.